# Johnson Hill
Johnson Hill är en kulle i Antarktis. Den ligger i Östantarktis. Nya Zeeland gör anspråk på området. Toppen på Johnson Hill är 230 meter över havet.
Terrängen runt Johnson Hill är varierad. Havet är nära Johnson Hill åt nordväst. Trakten är obefolkad. Det finns inga samhällen i närheten. 